# 12287 Langres
12287 Langres è un asteroide della fascia principale. Scoperto nel 1991, presenta un'orbita caratterizzata da un semiasse maggiore pari a 3,1981409 UA e da un'eccentricità di 0,1283817, inclinata di 4,37027° rispetto all'eclittica.